# Список осіб, беатифікованих Папою Іваном XXIII
Список осіб, беатифікованих Папою Іваном XXIII — список осіб, проголошених блаженними у період понтифікату Івана XXIII (1958—1963).
Папа Іван XXIII у період свого понтифікату проголосив 5 блаженних.
| No. | Блаженний              | Дата беатифікації | Місце беатифікації           |
| --- | ---------------------- | ----------------- | ---------------------------- |
| 1.  | Елена Ґуерра           | 26 квітня 1959    | Собор Святого Петра, Ватикан |
| 2.  | Марі-Маргеріт Д'ювіль  | 3 травня 1959     | Собор Святого Петра, Ватикан |
| 3.  | Інноченцо да Берцо     | 12 листопада 1961 | Собор Святого Петра, Ватикан |
| 4.  | Елізабет Сетон         | 17 березня 1963   | Собор Святого Петра, Ватикан |
| 5.  | Луїджі Марія Палаццоло | 19 березня 1963   | Собор Святого Петра, Ватикан |